# PokerStars Caribbean Adventure

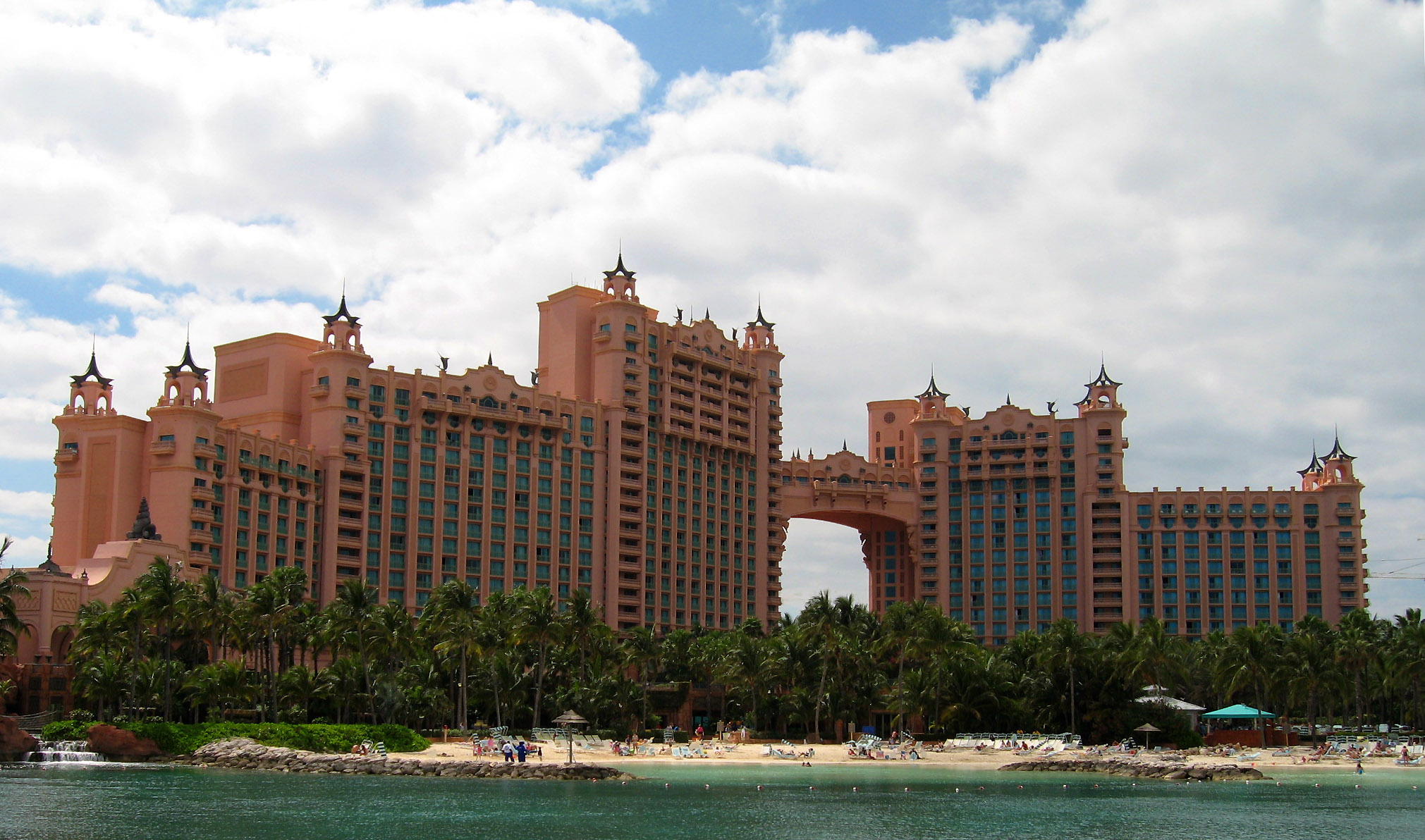
Depuis 2005 le PCA se déroule à L'Atlantis Paradise Island

Le PokerStars Caribbean Adventure (PCA) est un festival annuel de poker.
Le PCA se déroule à l'Atlantis Paradise Island.
Le 24 août 2016, PokerStars annonce qu'à compter de début 2017, toutes ses séries de tournois seront fusionnées dans le PokerStars Championship et le PokerStars Festival,.
Le 10 août 2017, PokerStars annonce, à compter de 2018, le retour du PCA en tant que festival à part entière,.

## Vainqueurs du Main Event
| Année | Vainqueur            | Prix (US$)  |
| ----- | -------------------- | ----------- |
| 2004  | Gus Hansen           | 455 780 $   |
| 2005  | John Gale            | 890 600 $   |
| 2006  | Steve Paul-Ambrose   | 1 388 600 $ |
| 2007  | Ryan Daut            | 1 535 255 $ |
| 2008  | Bertrand Grospellier | 2 000 000 $ |
| 2009  | Poorya Nazari        | 3 000 000 $ |
| 2010  | Harrison Gimbel      | 2 200 000 $ |
| 2011  | Galen Hall           | 2 300 000 $ |
| 2012  | John Dibella         | 1 775 000 $ |
| 2013  | Dimitar Danchev      | 1 859 000 $ |
| 2014  | Dominik Panka        | 1 423 096 $ |
| 2015  | Kevin Schulz         | 1 491 580 $ |
| 2016  | Mike Watson          | 728 175 $   |
| 2018  | María Lampropulos    | 1 081 100 $ |
| 2019  | Chino Rheem          | 1 567 100 $ |
| 2023  | Michel Dattani       | 1 316 963 $ |